# Wegmisbruikers
Wegmisbruikers (aanvankelijk Wegmisbruikers!) was een Nederlands televisieprogramma dat van 2003 tot 2021 door SBS6 werd uitgezonden.
Alle 25 seizoenen werden gepresenteerd door André van der Toorn. Van der Toorn kondigde de items aan in de studio en deed onder het fragment de voice-over. De toonzetting was vaak belerend. Koos Spee, oprichter van het Bureau Verkeershandhaving Openbaar Ministerie (BVOM) en tot 2009 landelijk verkeersofficier van justitie, was vanaf 2007 vaste gast in het programma. Spee gaf informatie over regels en bekeek samen met Van der Toorn wat weggebruikers fout deden en hoe het eigenlijk moest. De gesprekken tussen Van der Toorn en Spee werden wel buiten langs de weg opgenomen.
In het programma ging een cameraploeg mee met diverse onopvallende surveillancewagens van de politie in verschillende regio's in Nederland. Weggebruikers die zich niet aan de verkeersregels hielden werden staande gehouden en kregen vaak een bekeuring. Er werden zowel beelden gebruikt van de camera-auto als de camera van de televisieploeg. Na afloop van de staandehouding vroeg de productie of de weggebruiker herkenbaar in beeld wilde.
In de eerste seizoenen werd een duim (een plastic handje waarbij een omhooggestoken duim impliceert dat de ontvanger het goed gedaan heeft) uitgedeeld aan passanten die de betekenis van een getoond verkeersbord goed raadden.
Sinds 2018 werden overtreders, in verband met de AVG-wetgeving, standaard onherkenbaar gemaakt en werd hun stem vervormd. In de laatste seizoenen werden ook beelden gebruikt van de bodycams van de surveillanten.
In de hoogtijdagen trok het programma gemiddeld 1,5 miljoen kijkers. De laatste jaren daalden de kijkcijfers tot 300.000 tot 500.000 kijkers.

## Kritiek
In 2004 uitten de makers van het soortgelijke programma Blik op de Weg kritiek op de beslissing van het BVOM van Koos Spee om met Wegmisbruikers samen te werken, mede omdat het BVOM de vorm en inhoud van het programma zou bepalen, waardoor van onafhankelijke journalistiek geen sprake meer zou zijn. In een persbericht refereerden de makers van Blik op de weg verder aan een uitspraak van Koos Spee destijds: "We komen in een situatie, dat het BVOM grip gaat krijgen op de kwaliteit van verkeersprogramma’s op tv. Een wens van ons gaat in vervulling."